# William A. Schroeder
William Atkins Schroeder (Brooklyn, 24 april 1921 – Corpus Christi, 12 maart 2017) was een Amerikaans componist en muziekpedagoog.

## Levensloop
Schroeder studeerde aan het Chicago Musical College en aan de Northwestern-universiteit in Evanston (Illinois). Aansluitend was hij docent en later professor aan het Peabody Institute of the Johns Hopkins University in Baltimore (Maryland), aan het Judson College in Marion (Alabama), aan het Henderson State University - Teachers College in Arkadelphia aan het Del Mar College in Corpus Christi (Texas) en aan het National Music Camp in Interlochen, Michigan. 
Als componist schreef hij werken voor verschillende genres.
William Atkins Schroeder overleed in 2017 op 95-jarige leeftijd.

## Composities

### Werken voor orkest
- Travel Light

### Werken voor harmonieorkest
- Invention and Fugue
- Prologue, Canon and Stretta

### Werken voor koren
- 1985 An Easter Offering, voor gemengd koor en koperblazers (2 trompetten, 3 trombones, tuba)

### Vocale muziek
- Lady Luxury. Longing just for you., voor mannenstem en orkest

### Kamermuziek
- 1954 Work, voor viool en harp

### Pedagogische werken
- 180 Foundation Studies, voor cello